# Скородум (Коми)
Скороду́м — деревня в Усть-Куломском районе Республики Коми. Входит в сельское поселение Помоздино.
Расположена на правом берегу Вычегды в 6 км к югу от Помоздино, в 58 км к северо-востоку от Усть-Кулома и в 187 км от Сыктывкара.
Через деревню проходит автодорога, на юге ведущая в Усть-Кулом (на Сыктывкар), на севере — через Помоздино в посёлок Верхнеижемский (на Троицко-Печорск, Ухту).
В деревне имеется детский сад, школа, дом культуры, библиотека с зоной WI-FI для выхода в Интернет, 4 продовольственных магазина.

## Население
| 2010 |
| ---- |
| 494  |